# Hakka (djur)
För andra betydelser, se Hakka (olika betydelser).
Hakka är ett släkte av spindlar. Hakka ingår i familjen hoppspindlar.
Kladogram enligt Catalogue of Life:
| Hakka | \| \| Hakka himeshimensis \| \| \| \| \| \| Hakka marshi \| \| \| \| \| \| Hakka yadongensis \| \| \| \| |
|       | \| \| Hakka himeshimensis \| \| \| \| \| \| Hakka marshi \| \| \| \| \| \| Hakka yadongensis \| \| \| \| |
|       | Hakka himeshimensis                                                                                      |
|       | |
|       | Hakka marshi                                                                                             |
|       | |
|       | Hakka yadongensis                                                                                        |
|       | |